# Фридерика фон Прусия (1767 – 1820)
Фридерика Шарлота Улрика Катарина фон Прусия или Фредерика Пруска (на немски: Friederike Charlotte Ulrike Katharina von Preußen, * 7 май 1767 в Потсдам, † 6 август 1820 във Вейбридж, графство Съри, Англия) е принцеса от Хановер и херцогиня на Брауншвайг и Люнебург и чрез женитба принцеса на Великобритания и Ирландия и херцогиня на Йорк и Албани.
Тя е дъщеря на престолонаследника и по-късен крал Фридрих Вилхелм II фон Прусия (1744–1797) и първата му съпруга (първа братовчедка) Елизабет (1746–1840), родена принцеса от Брауншвайг-Волфенбютел, чийто брак е разведен през 1769 г.
Фридерика се омъжва на 29 септември 1791 г., на 24 години, в Шарлотенбург за принц Фридрих Август от Великобритания и Ирландия, херцог на Йорк и Албани (1763–1827), син на крал Джордж III. Втората сватбена церемония се състои на 23 ноември 1791 г. в Бъкингамски дворец. През 1795 г. той става фелдмаршал и главнокомандващ на британската войска и скоро след това се разделя от нея. Бракът е бездетен.
Херцогиня Фридерика умира през 1820 г. на 53 години.